# Muôn kiểu làm dâu
Muôn kiểu làm dâu là một bộ phim truyền hình được thực hiện bởi Điền Quân Media & Entertainment do Cẩm Hà và Phạm Tuân làm đạo diễn. Phim phát sóng vào lúc 19h55 từ thứ 2 đến thứ 5 hàng tuần bắt đầu từ ngày 16 tháng 10 năm 2019 và kết thúc vào ngày 13 tháng 4 năm 2020 trên kênh HTV7.

## Nội dung
Muôn kiểu làm dâu là câu chuyện làm dâu kiểu mẫu của 4 cô bạn thân Minh Anh (Kim Tuyến), Trúc Mây (Huỳnh Điệp Kiều Ngân), Tú Uyên (Nguyệt Ánh) và Hoàng My (Chế Nguyễn Quỳnh Châu). Nổi bật nhất là cuộc sống của cô nàng Minh Anh với cuộc hôn nhân lí tưởng không có mẹ chồng cùng Andy nhưng bất ngờ phải đối mặt với gia đình chồng từ trên trời rơi xuống khiến mọi thứ bị đảo lộn.

## Diễn viên
- Thiên Kim  trong vai Bà Chín
- Kim Xuân trong vai Bà Minh[8][9]
- Đào Anh Tuấn trong vai Ông Thành
- Kim Tuyến trong vai Minh Anh[10][11]
- Lương Thế Thành trong vai Andy[12]
- Nguyệt Ánh trong vai Tú Uyên[13]
- Ngọc Thuận trong vai Thanh Bình[14]
- Hùng Thuận trong vai Thành Đạt[15]
- Huỳnh Điệp Kiều Ngân trong vai Trúc Mây
- Lê Minh Thành trong vai Nam Quân
- Chế Nguyễn Quỳnh Châu trong vai Hoàng My
- Mỹ Duyên trong vai Bà Thúy[16]
- Ngân Quỳnh trong vai Bà Sương [17]
- Phương Dung trong vai Bà Vân[18]
- Hồ Bích Trâm trong vai Minh Châu[19]
- Panny trong vai Tùy Anh
- Khánh Ngô trong vai Hoàng Bách
- Tuyền Mập trong vai Bà Hồng
- Lê Nam trong vai Ông Bông
- Mai Thanh Hà trong vai Bé Cherry
- Hứa Minh Đạt trong vai Sếp Toàn Năng
- Bảo Trúc trong vai Sếp Phượng

Cùng một số diễn viên khác....

## Khung giờ phát sóng

### Phát chính
- 19h55 từ thứ 2 đến thứ 5 hàng tuần trên kênh HTV7 (16/10/2019 - 13/04/2020)

### Phát lại
- 19h45 từ thứ 2 đến chủ nhật hàng tuần trên kênh SCTV14 (13/09/2021 đến 27/11/2021, trước khi bộ phim Kẻ tàng hình được lên sóng)
- 20h00 từ thứ 2 đến chủ nhật hàng tuần trên kênh VTVcab2 - ON Phim Việt (09/02/2022 đến 25/04/2022)

## Ca khúc trong phim
Bài hát trong phim là ca khúc "Muôn kiểu làm dâu" do Lê Hữu Nhân sáng tác và Vũ Thị Châu thể hiện.

## Giải thưởng
| Năm  | Giải thưởng   | Hạng mục                                | (Người) đề cử         | Kết quả   | Tham khảo |
| ---- | ------------- | --------------------------------------- | --------------------- | --------- | --------- |
| 2020 | Ngôi Sao Xanh | Phim truyền hình xuất sắc nhất          | —                     | Đoạt giải | [ 20 ]    |
| 2020 | Ngôi Sao Xanh | Đạo diễn phim truyền hình xuất sắc nhất | Phạm Tuân             | Đoạt giải | [ 20 ]    |
| 2020 | Ngôi Sao Xanh | Nữ diễn viên truyền hình xuất sắc nhất  | Kim Xuân              | Đề cử     | [ 21 ]    |
| 2020 | Ngôi Sao Xanh | Nữ diễn viên truyền hình xuất sắc nhất  | Kim Tuyến             | Đề cử     | [ 21 ]    |
| 2020 | Ngôi Sao Xanh | Nữ diễn viên truyền hình xuất sắc nhất  | Huỳnh Điệp Kiều Ngân  | Đề cử     | [ 21 ]    |
| 2020 | Ngôi Sao Xanh | Nữ diễn viên truyền hình xuất sắc nhất  | Nguyệt Ánh            | Đề cử     | [ 21 ]    |
| 2020 | Ngôi Sao Xanh | Gương mặt truyền hình triển vọng        | Chế Nguyễn Quỳnh Châu | Đề cử     | [ 21 ]    |